# Operació Barrets
L'Operació Barrets (anglès: Operation Hats) va ser el nom en clau d'una operació realitzada per la Royal Navy britànica entre el 30 d'agost i el 5 de setembre de 1940 a les aigües del mar Mediterrani, durant la Segona Guerra Mundial.
L'operació va consistir en diverses missions diferents, realitzades simultàniament tant per la Força H amb seu a Gibraltar com per la Flota Mediterrània amb seu a Alexandria: aquestes incloïen la realització d'una sèrie d'atacs aeris contra les bases italianes a Sardenya i el Dodecanès, el trasllat d'un nombre d'unitats de la Força H a la Flota Mediterrània per la ruta més curta a través de la Mediterrània i el lliurament de subministraments urgents a la guarnició de l'illa de Malta, tallada i assetjada pels italians, amb un petit comboi mercant.
L'operació va ser completada pels britànics sense problemes particulars: la Regia Marina, després d'haver rebut notícies de l'activitat naval enemiga, va ordenar que la flota de batalla de l'almirall Inigo Campioni s'embarqués per interceptar les unitats de la Flota Mediterrània, però es va topar amb una violenta tempesta. l'almirall va haver d'ordenar tornar a la base sense haver entrat en contacte amb l'enemic. Els atacs aeri i dels torpediners italians van causar danys mínims als vaixells britànics.

## Fons
Després de l'entrada en guerra del Regne d'Itàlia (10 de juny de 1940) i de la capitulació poc posterior de França (24 de juny de 1940), la situació a la conca del mar Mediterrani s'havia tornat crítica per al Regne Unit: les forces navals britàniques es trobaven dividides en dos blocs diferenciats, la Flota Mediterrània amb seu a Alexandria i la Força H amb seu a Gibraltar, mentre que l'illa estratègica de Malta, situada just al centre de la Mediterrània, es considerava pràcticament indefensable ja que estava totalment exposada a els atacs aeris i navals d'Itàlia; el comandament de la Royal Navy estava tan convençut que l'illa aviat seria envaïda pels italians que va ordenar l'evacuació de tots els vaixells i personal indispensable de Malta.
En els mesos següents, però, la situació s'havia mostrat menys lúgubre: la Regia Marina italiana havia mantingut una conducta prudent i no s'havia produït cap intent d'envair Malta, mentre que els bombardejos aeris de la Regia Aeronautica s'havien demostrat incapaços de neutralitzar completament. l'illa com a base militar. La posició de l'illa la va fer excel·lent com a base avançada per dur a terme l'atac als combois italians amb la intenció de proveir el front libio-egipci, per això el comandament britànic va revertir les seves decisions i va decidir comprometre's a mantenir Malta a tota costa. Proporcionar a Malta tot el necessari per fer de l'illa una base militar es va convertir, per tant, en una de les principals tasques de la Royal Navy a la Mediterrània; ja a finals de juliol els primers submarins britànics van començar a transportar subministraments a l'illa, mentre que el 4 d'agost es va completar la primera de les anomenades missions Club Run quan el portaavions HMS Argus va catapultar uns avions que després van aterrar a Malta (operació Pressa).
No obstant això, aquestes operacions van poder lliurar només quantitats modestes de subministraments i, per tant, el comandament britànic va decidir intentar una maniobra més àmplia utilitzant el nucli central tant de la Flota Mediterrània com de la Força H en una operació combinada per lliurar grans quantitats de materials a la guarnició mitjançant vaixells de superfície. L'operació també hauria proporcionat una cobertura ideal per al trasllat d'un nombre d'unitats de combat de la Força H a la Flota Mediterrània, evitant la necessitat de fer la llarga circumnavegació d'Àfrica, així com per dur a terme una sèrie d'atacs contra bases aèries italianes a Sardenya i al Dodecanès. Winston Churchill també va proposar aprofitar l'oportunitat per traslladar al seu destí un comboi carregat d'importants subministraments per a les tropes britàniques a Egipte per la curta ruta Gibraltar-Alexandria, però tement la possibilitat d'incórrer en grans pèrdues, el comandament de la Royal Navy s'hi va oposar i la idea va ser abandonada.

## L'operació

### Maniobres de força H

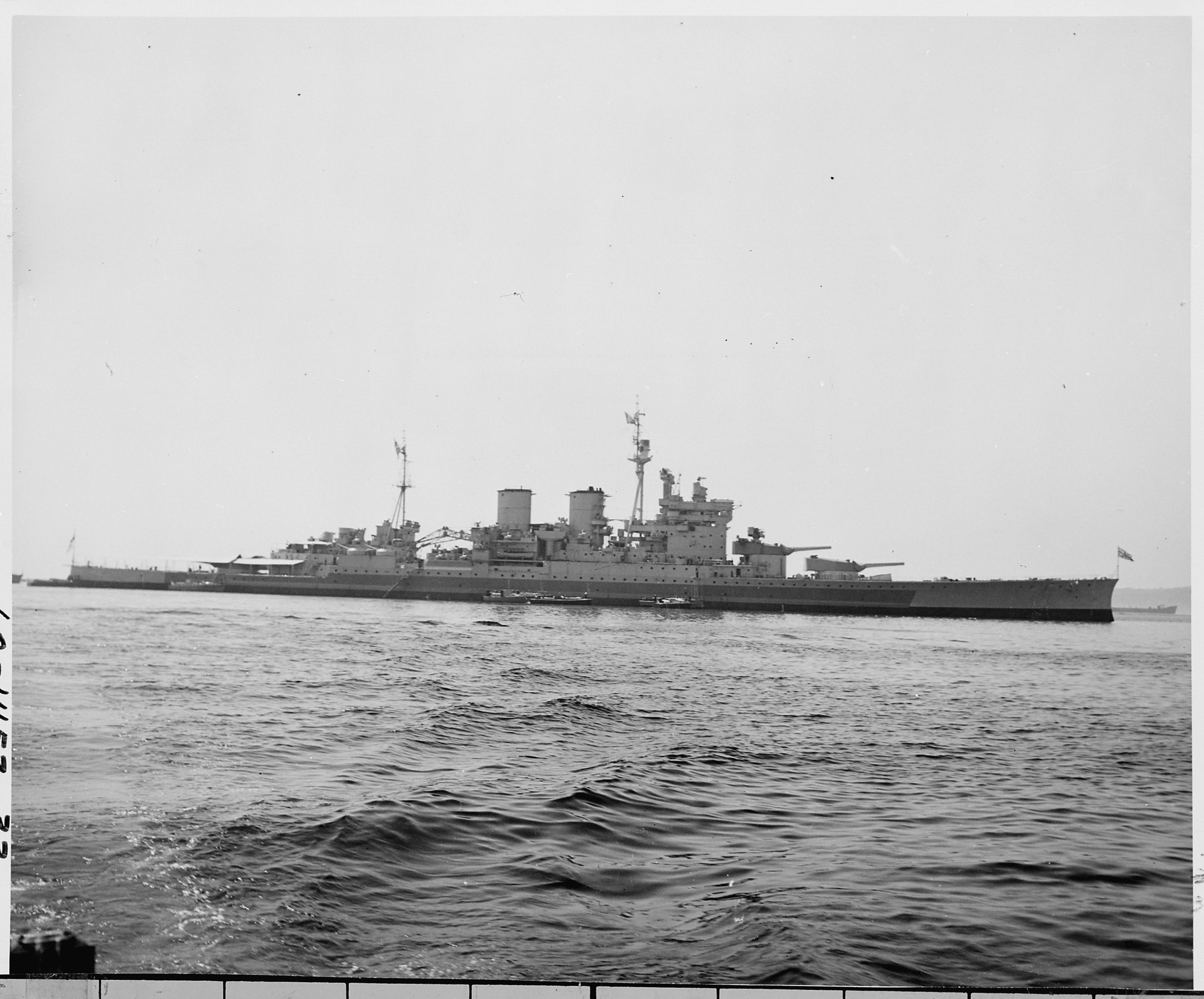
El Renown, vaixell insígnia de la Força H

Els primers moviments de la gran operació britànica a la Mediterrània (nom en clau "Operació Barrets") van començar a la tarda del 22 d'agost de 1940, quan les unitats destinades a reforçar la flota mediterrània van sortir del port de Liverpool; després d'una navegació tranquil·la per l'Atlàntic, les unitats van arribar a Gibraltar el matí del 29 d'agost. "Barrets" va començar oficialment a les 08.45 el 30 d'agost, quan la Força H va sortir de Gibraltar sota les ordres de l'almirall James Somerville.
Les unitats destinades a la flota mediterrània estaven reunides a l'anomenada Force F, entre elles el cuirassat HMS Valiant, el portaavions HMS Illustrious (que va entrar en servei fa només un parell de mesos), els creuers lleugers HMS Coventry i HMS Calcutta, i els destructors HMS Gallant, HMS Greyhound, HMS Griffin i HMS Hotspur; el Valiant i els dos creuers portaven material de guerra a bord per ser descarregat a Malta. Com a escorta addicional durant el viatge per la Mediterrània, la Força F també s'uniria a altres quatre destructors (HMS Janus, HMS Hero, HMS Mohawk i HMS Nubian) que arribaren des de Malta a Gibraltar el 29 d'agost i es reuniran en l'anomenada Força. R. La resta de la Força H de Somerville proporcionaria una escorta remota per a la Força F aturant-se al límit occidental de l'estret de Sicília, així com realitzar atacs aeris contra Sardenya; la formació incloïa el creuer de batalla HMS Renown (vaixell insígnia de Somerville), el portaavions HMS Ark Royal, el creuer lleuger HMS Sheffield i els destructors HMS Faulknor, HMS Firedrake, HMS Foresight, HMS Forester, HMS Fortune, HMS Fury, HMS Encounter, HMS Velox, i HMS Wishart.
Les unitats de Somerville van avançar cap a l'est cap al Mediterrani, i el 31 d'agost havien arribat a la zona del mar al sud de les illes Balears; més tard durant el dia, els caces Blackburn Skua de l'Ark Royal van interceptar i abatre dos hidroavions de reconeixement italians, un CANT Z.506 i un CANT Z.501, que havien intentat apropar-se a la flota. A les 21:50 Somerville va desprendre els dos destructors Velox i Wishart (Força W) per dur a terme una missió subsidiària, l'Operació Squawk: van anar al nord de l'illa de Menorca, on els dos destructors van començar a emetre un intens trànsit de ràdio d'alta freqüència, per tal d'enganyar els aparells d'escolta italians i fer-los creure que una gran flota britànica es trobava al nord de les Illes Balears i anava en ruta cap al golf de Gènova; les unitats de Somerville van girar cap al sud-est per passar al sud de Sardenya.

Un biplà Swordfish s'enlaira de la coberta de vol d'un portaavions britànic

A les 03:30 de l'1 de setembre Somerville va llançar el primer dels atacs aeris contra Sardenya (operació Smash): l'Ark Royal va catapultar nou Fairey Swordfish equipats amb bombes i peces incendiàries, que a les 06:00 va atacar l'aeroport de Càller-Elmas i el els hidroavions van aterrar al proper Stagno di Cagliari, causant alguns danys; els avions va tornar al portaavions a les 08:00 hores sense haver patit cap pèrdua. Després d'haver recuperat els avions, Somerville va fer girar la seva força cap al sud-oest, per tal d'enganyar els italians fent-los creure que els seus vaixells estaven en rumb de tornada cap a Gibraltar; a les 10:30, en canvi, els vaixells britànics van tornar a girar cap a l'est i van reprendre el seu rumb cap al canal sicilià. A les 22:00, havent arribat ja a mig camí entre la costa sud-est de Sardenya i la costa occidental de Sicília, les forces de Somerville es van dividir: la Força H va girar cap al nord per anar a atacar de nou la zona de Càller, mentre que la Força F i la Força A van continuar cap a l'est direcció Malta.
La Regia Marina havia col·locat un cordó de quatre submarins (Medusa, Diaspro, Alagi i Axum) en el tram de mar entre el cap Spartivento i l'illa de La Galite, amb altres tres submarins (el Pier Capponi, al qual posteriorment s'uniren el Durbo i el Berillo) a la zona de Malta; cap d'aquests vaixells, però, va aconseguir entrar en contacte amb les forces britàniques.
Tornant a la vista de Sardenya, a les 03:30 del 2 de setembre, Somerville va llançar una segona onada d'atacs aeris a l'illa (operació Grab) catapultant nou bombarders Swordfish des de l'Ark Royal. Aquesta vegada els avions britànics es van trobar amb una combinació de boira intensa i núvols baixos que els va impedir albirar els seus objectius, i va haver de tornar al portaavions sense haver llançat cap bomba. Després d'haver recuperat els avions cap a les 08:00, Somerville va fer rumb cap a Gibraltar on la Força H va arribar a les 11:00 del 3 de setembre sense haver registrat altres esdeveniments significatius.

### Maniobres de la Flota Mediterrània

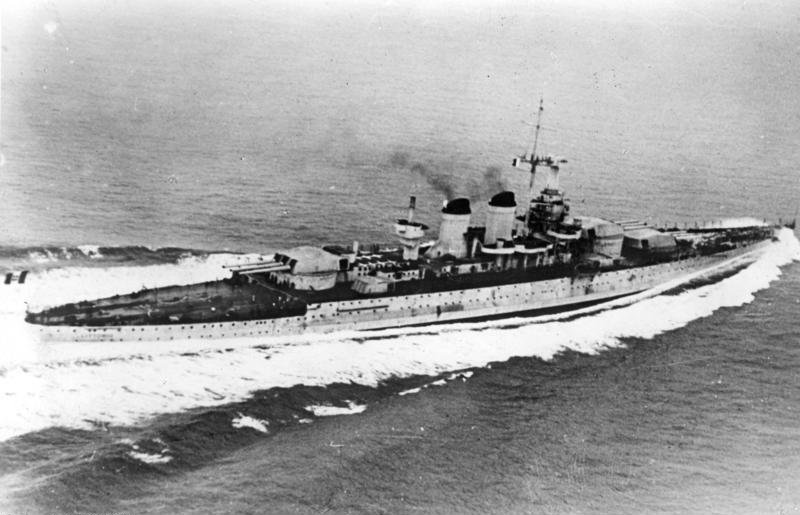
El cuirassat Littorio durant les proves marítimes el 1940

Mentre Somerville es va traslladar des de Gibraltar, el 30 d'agost de 04.45, la flota mediterrània de Cunningham també havia abandonat la seva base a Alexandria per dirigir-se cap a l'oest. L'esquadró de Cunningham (Force I) incloïa els cuirassats HMS Warspite (vaixell insígnia) i HMS Malaya, el portaavions HMS Eagle, els creuers lleugers HMS Orion i HMAS Sydney i nou destructors (els britànics HMS Decoy, HMS Defender, HMS Hereward i HMS Imperial, els australians  HMAS Stuart, HMAS Vampire, HMAS Vendetta i  HMAS Voyager i el polonès ORP Garland); al matí de l'endemà, a la flota també s'uniria el creuer pesat HMS Kent, els creuers lleugers HMS Gloucester i HMS Liverpool i els destructors HMS Hasty, HMS Hyperion i HMS Ilex, que tornaven d'un creuer exploratori pel sud del mar Egeu. Els vaixells de Cunningham van proporcionar cobertura llunyana per al comboi MF 2, carregat de subministraments per a Malta, que consistia en el vaixell cisterna Plumleaf i els vapors Cornwall i Volvo molt escortats pels quatre destructors HMS Diamond, HMS Dainty, HMS Jervis i HMS Juno.
El primer contacte amb l'enemic va tenir lloc a les 14:30 del 30 d'agost, quan els caces Blackburn Skua de l'Eagle van interceptar i abatre un hidroavió de reconeixement italià CANT Z.501; tanmateix, un segon avió italià va aconseguir més tard recuperar el contacte i escapar de la intercepció, informant al comandament de la Supermarina la notícia certa que els britànics havien sortit a la mar amb força. Per tant, el matí del 31 d'agost, el comandament italià va ordenar la sortida massiva des de les bases de Tàrent, Bríndisi i Messina de gairebé totes les unitats de combat de primera línia de la flota: sota el comandament de l'almirall Inigo Campioni per tant hi havia cinc cuirassats (el Littorio, el Vittorio Veneto, el Conte di Cavour, el Giulio Cesare i el Duilio), set creuers pesants (el Pola, el Zara, el Gorizia, el Fiume, el Trento, el Bolzano i el Trieste), sis creuers lleugers (el Duca degli Abruzzi, el Giuseppe Garibaldi, el Duca d'Aosta, l'Eugenio di Savoia, el Muzio Attendolo i el Raimondo Montecuccoli) i 39 destructors; el Littorio i el Vittorio Veneto, que només van entrar en servei el 2 d'agost anterior, estaven al seu debut operatiu i eren els cuirassats més poderosos que operaven a la Mediterrània en aquell moment.
El submarí Sirena, navegant al sud de Creta, va informar de l'albirament del comboi MF 2 que, a les 12:00 hores del 31 d'agost, va ser objecte d'un atac aeri de cinc bombarders Savoia-Marchetti SM.79: el destructor Dainty va ser raspat per una bomba sense danys, però el vaixell de càrrega Cornwall va ser tocat tres vegades i hi va esclatar un incendi; tot i haver informat de diverses pèrdues humanes, la tripulació del mercant va aconseguir apagar les flames i el Cornualla, encara que molt inclinat, va reprendre la marxa juntament amb la resta del comboi. Després d'aquest atac, cap al 1554 Cunningham va separar els creuers Kent, Gloucester i Liverpool de la flota per unir-se a l'escorta directa del comboi.

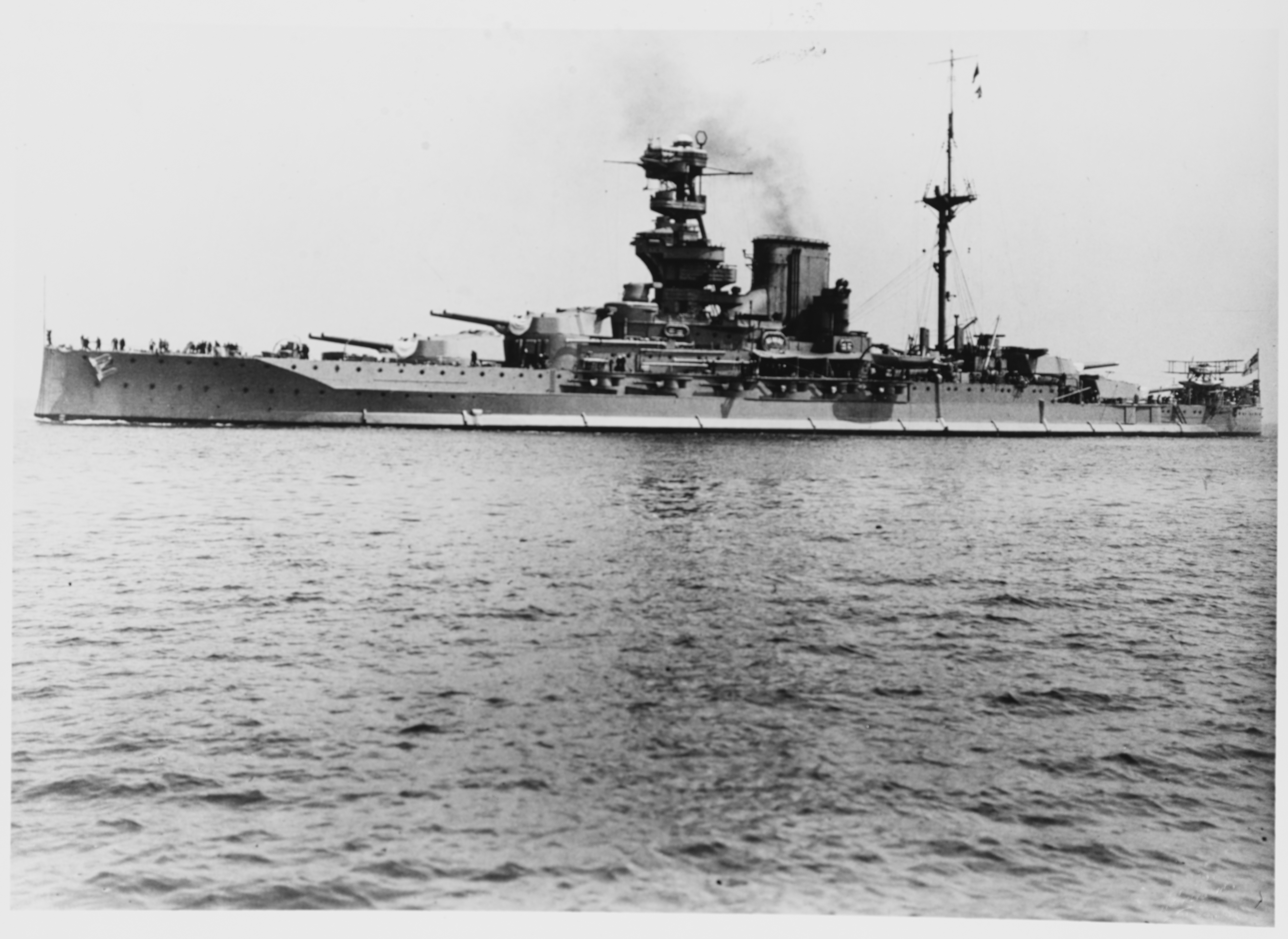
El cuirassat Valiant en una foto de la dècada de 1930

La flota italiana de Campioni havia continuat navegant pel mar Jònic esperant més informació, mentre Cunningham, informat per un avió de reconeixement de l'Àguila de la sortida italiana al mar, va fer rumb més al sud per evitar el contacte; cap a les 17:00 les dues flotes es van situar a unes 120 milles l'una de l'altra, però després d'això els rumbs van començar a divergir. Durant la nit entre el 31 d'agost i l'1 de setembre va sorgir un fort vent del nord de borrasca al mar Jònic, que l'endemà al matí es va veure flagellat per una violenta tempesta: a més d'impedir que els avions de reconeixement italians recuperessin el contacte amb la flota britànica, la tempesta aviat va posar en greus dificultats els vaixells de Campioni, en particular els destructors més petits, i a la tarda l'almirall va ordenar que l'esquadra tornés a Tàrent. El tram de mar on es reunien els vaixells de Cunningham era més tranquil, i a les 09:00 del 2 de setembre la flota mediterrània va entrar en contacte amb els vaixells de la Força F que arribaven de l'oest; la flota reunida es va traslladar a les aigües al sud de Malta i poc després els comerciants del comboi MF 2 van entrar al Gran Port de La Valletta, seguit a les 14•30 per Valiant i els creuers Coventry i Calcotta. Malgrat els dos atacs aeris italians a la zona del port, la descàrrega de subministraments (incloent-hi vuit canons antiaeri pesats, sistemes de control i visió de foc, municions i més) es va procedir amb rapidesa i a les 19:00 Valiant i els dos creuers van sortir de Valletta per reunir-se amb la flota de Cunningham.
Llavors, la flota mediterrània es va dirigir cap a l'est, passant al nord de Creta i dirigint-se cap al Dodecanès per fer incursions contra les bases italianes ubicades allí (operació MB 3). Cunningham va separar de la flota una formació secundària formada pels creuers Orion i Sydney i els destructors Ilex i Decoy, que van anar a bombardejar les posicions italianes a l'illa de Scarpanto durant la nit entre el 3 i el 4 de setembre; dues MAS italianes, la MAS 536 i la MAS 537, van intentar posar-se a l'abast de les unitats britàniques de Caso però van ser detectats i rebuts pel fort foc del destructor Ilex, que va enfonsar la MAS 537 amb la pèrdua de tota la seva tripulació i va obligar a l'altre a retirar-se. El tinent Guido Bressani, comandant de la MAS 537, va rebre llavors a títol pòstum la Medalla de Bronze al Valor Militar.

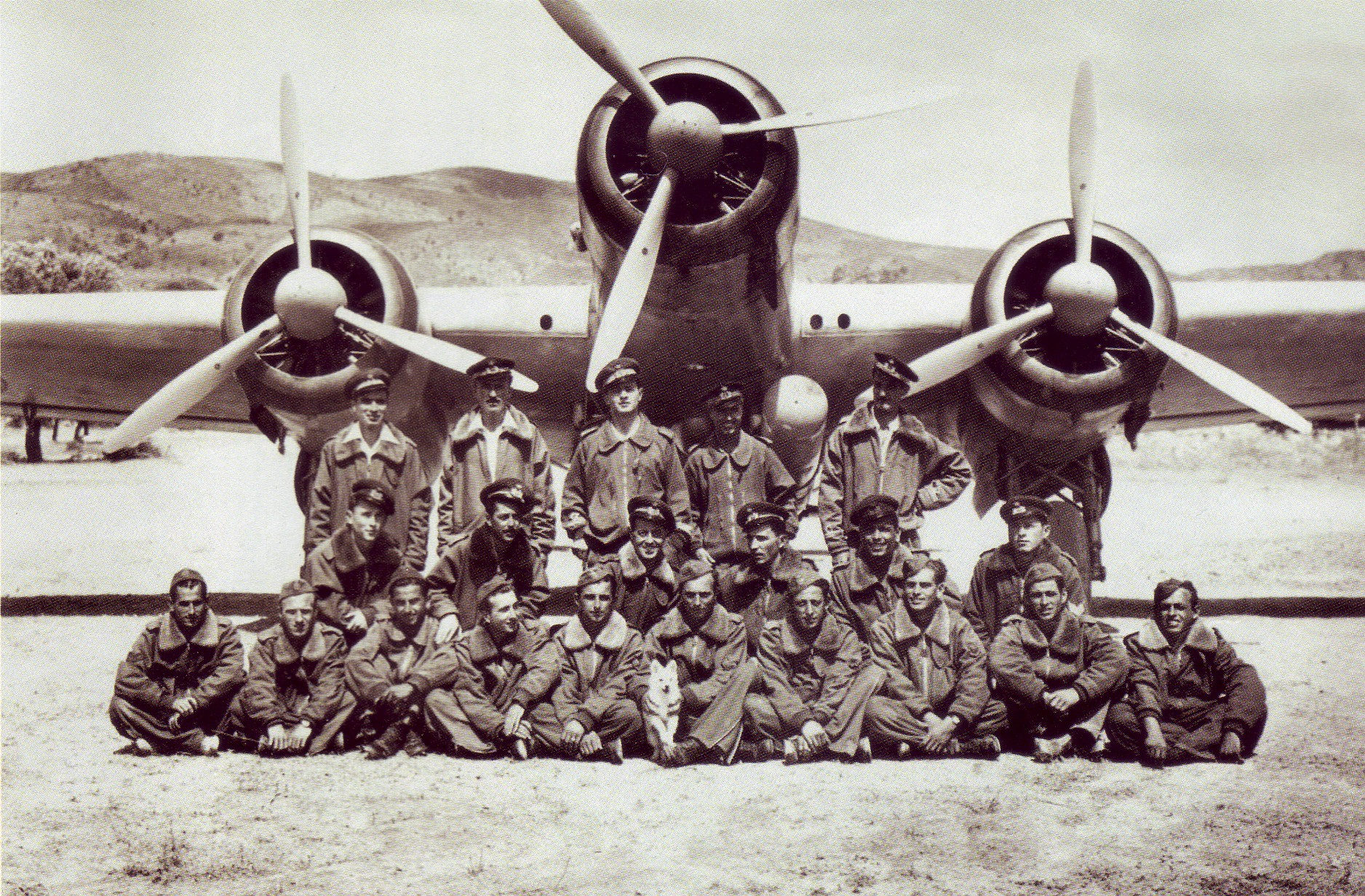
Pilots italians posant davant d'un SM 79 a la base de Gadurrà a Rodes

El matí del 4 de setembre, però, els portaavions de Cunningham van llançar un atac als aeròdroms italians a l'illa de Rodes: a les 03:15, l'Eagle catapultà dotze Swordfish dirigits cap a la base de Marizza, mentre que a les 03:45, vuit Swordfish va sortir de l'Illustrious contra Gadurrà i Callato (uns altres quatre Swordfish de l'Illustrious no van poder enlairar-se per un accident a la coberta de vol). Els avions de l'Eagle van ser interceptats sobre Marizza pels caces Fiat C.R.32 i Fiat C.R.42 italians, i en la batalla següent quatre Swordfish van ser abatuts mentre un CR 32 s'estavellava al mar (altres dos CR 32 van ser destruïts després de xocar durant l'enlairament); les poques bombes llançades sobre Marizza van causar danys lleugers en alguns hangars i un ferit entre el personal de la base. Els Swordfish de l'Illustrious en canvi va colpejar sense oposició la base de Gadurrà, on dos bombarders SM 79 van quedar destruïts a terra i altres set avions danyats de manera més o menys greu, amb quatre ferits greus i vint lleugers entre el personal i greus danys als dipòsits de combustible; les poques bombes llançades sobre Callato només van causar un ferit i alguns danys a la xarxa elèctrica.
Els avions italians van intentar contraatacar, i a les 10:30 quatre SM 79 van atacar les naus de Cunningham, però van ser interceptats per dos caces Fairey Fulmar de l'Illustrious (en el seu primer ús operatiu): l'avió italià va haver de batre una retirada després d'haver estat danyat pels britànics. A les 11:05 tres SM 79 més van intentar l'atac, però un va ser abatut i altres dos danyats pels britànics Fulmar; a les 13:45, finalment, altres dos SM 79 van ser interceptats per un Fulmar i van haver de batre una retirada després de patir danys lleugers. Després d'aquests enfrontaments, Cunningham va recuperar l'avió i es va dirigir cap a Alexandria a Egipte, on la Flota del Mediterrani va arribar sense oposició la matinada del 5 de setembre, posant fi a l'operació.